# Eremotettix
Eremotettix is een geslacht van rechtvleugeligen uit de familie Pamphagidae. De wetenschappelijke naam van dit geslacht is voor het eerst geldig gepubliceerd in 1888 door Saussure.

## Soorten
Het geslacht Eremotettix omvat de volgende soorten:
- Eremotettix acutus Dirsh, 1956
- Eremotettix capensis Miller, 1932
- Eremotettix walkeri Saussure, 1888